# Чайковська сільська адміністрація
Чайко́вська сільська адміністрація (каз. Чайковская ауылдық әкімдігі, рос. Чайковская сельская администрация) — адміністративна одиниця у складі Житікаринського району Костанайської області Казахстану. Адміністративний центр та єдиний населений пункт — село Чайковське.
Населення — 640 осіб (2021; 1676 у 2009, 1629 у 1999, 2030 у 1989).
Станом на 1989 рік існувала Чайковська сільська рада (селища Новий Октябр, Чайковський). Село Новий Октябр було ліквідоване 2007 року, Чайковський сільський округ був перетворений в сільську адміністрацію.

## Склад
До складу округу входять такі населені пункти:
| Населений пункт    | Старі назви | Населення, осіб (1989) | Населення, осіб (1999) | Населення, осіб (2009) | Населення, осіб (2021) |
| ------------------ | ----------- | ---------------------- | ---------------------- | ---------------------- | ---------------------- |
| Новий Октябр, село | -           | 262                    | 114                    | -                      | -                      |
| Чайковське, село   | Чайковський | 1768                   | 1515                   | 1676                   | 640                    |